# Morton Grodzins
Morton M. Grodzins (* 11. August 1917 in Chicago; † 7. März 1964 in Chicago) war ein US-amerikanischer Politikwissenschaftler und Hochschullehrer.

## Leben und Wirken
Morton Grodzins studierte Politikwissenschaft an der University of Louisville in Kentucky. Dort legte er die Bachelorprüfung ab und erwarb 1941 den Magistergrad. Anschließend wechselte er an die University of California, Berkeley und arbeitete fortan an seiner Dissertation. Im Jahre 1945 erhielt er den Doktorgrad (Ph.D.). Seit 1942 arbeitete er an dieser Universität an einem Forschungsprojekt unter dem Titel "Japanese American Evacuation and Resettlement Study" mit. Nach seiner Promotion ging Grodzins an die University of Chicago und unterrichtete dort im Fach Politikwissenschaft. Zeitweilig (ab 1951) war er dort Leiter des Verlages "Chicago University Press". Außerdem arbeitete er als Berater in verschiedenen staatlichen Gremien mit. Er beschäftigte sich in seinen Veröffentlichungen u. a. mit den Japanisch-Amerikanern und anderen Themen der Politischen Soziologie (Patriotismus, Minderheitenfragen) und dem Föderalismus in den USA.
Lange Zeit litt Grodzins an gesundheitlichen Problemen; er starb bereits im Alter von 46 Jahren. Einige seiner Arbeiten wurden erst posthum veröffentlicht.

## Veröffentlichungen (Auswahl)
- (Mitautor): Dorothy Swaine Thomas, Richard S. Nishimoto: The spoilage. University of California Press, Berkeley 1946.

- Americans betrayed. Politics and the Japanese evacuation. University of Chicago Press, Chicago 1949 (= Dissertation an der University of Chicago) (Nachdruck: Chicago 1969).
- Making un-Americans. In: American Journal of Sociology. Bd. 60 (1955), S. 570–582.
- The loyal and the disloyal. Social boundaries of patriotism and treason. University of Chicago Press, Chicago 1956.
- mit Edward C. Banfield: Government and housing in metropolitan areas. McGraw-Hill, New York 1958.
- The metropolitan area as a racial problem. University of Pittsburgh, Pittsburgh 1958.
- American political parties and the American system. In: The Western political quarterly. Bd. 13 (1960), S. 974–998.
- The federal system. In: Goals for Americans. Comprising the Report of the President's Commission on National Goals and chapters submitted for the consideration of the commission. American Assembly, Columbia Univ., New York 1960, S. 265–282.
- mit  Eugene Rabinowitch (Hrsg.): The atomic age. Scientists in national and world affairs. Articles from the Bulletin of the Atomic Scientists 1945–1962. Basic Books, New York 1963.
- (Mitautor): A nation of states. Essays on the American federal system. Rand McNally, Chicago 1963.
- mit Jacob Cohen: How much economic sharing in American federalism? In: American political science review. Bd. 57 (1963), S. 5–23.
- Political parties and the crisis of succession in the United States. The case 1800. In: Joseph LaPalombara (Hrsg.): Political parties and political development. Princeton University Press, Princeton 1966, S. 303–327.
- The American system. A new view of government in the United States. McNally, Chicago 1966 (Nachdruck: Transaction Books, New Brunswick, NJ 1984, ISBN 0-87855-916-7).
- (Mitautor): American federalism in perspective. 2. Auflage. Little, Brown and Comp., Boston 1967.